# Hrvatski pisci iz BiH, Dž
- Džaja, Mato (Kupres, 12. prosinca 1906. – Banja Luka, 10. svibnja 1988.). Književni povjesničar.
- Džaja, Miroslav (Koprivnica, Kupres, 8. siječnja 1885. – Gorica, Livno, 14. prosinca 1972.). Pisac.
- Džaja, Željko (Koprivnica, Kupres, 9. rujna 1904. – Banja Luka, 17. lipnja 1973.). Pisac i sakupljač narodnoga blaga.
- Džakula, Franjo (Pješivac, Stolac, 1946.). Pjesnik.
- Džalto, Stjepan (Voljice, Uskoplje, 21. listopada 1931.). Pjesnik, romanopisac i pripovjedač.
- Džambo, Jozo (Matina, Maglaj, 9. prosinca 1949.). Pjesnik, književni kritičar, esejist i prevoditelj.
- Džamonja, Dario (Sarajevo, 18. siječnja 1955. – Sarajevo, 15. listopada 2011.). Pripovjedač i novinar.